# Pădurile din Silvostepa Mostiștei
Pădurile din Silvostepa Mostiștei este o arie protejată (sit de importanță comunitară — SCI) din România, desemnată în scopul protejării biodiversității și menținerii într-o stare de conservare favorabilă a florei spontane și faunei sălbatice, precum și a habitatelor naturale de interes comunitar aflate în arealul zonei de protecție. Aceasta este întinsă pe o suprafață de 2.115,3 ha, integral pe uscat.

## Localizare
Centrul sitului Pădurile din Silvostepa Mostiștei este situat la coordonatele 44°14′32″N 26°43′33″E / 44.242261°N 26.725792°E. Situl se întinde pe teritoriile administrative ale comunelor Chiselet, Frăsinet, Fundeni, Nana și Sohatu din județul Călărași.

## Înființare
Situl Pădurile din Silvostepa Mostiștei a fost declarat sit de importanță comunitară (ROCIC0343) în septembrie 2011 pentru a proteja 3 specii de animale.

## Biodiversitate
Situată în ecoregiunea de stepă, aria protejată conține 2 habitate naturale: Păduri stepice euro-siberiene cu Quercus spp., Tufișuri caducifoliate ponto-sarmatice.
La baza desemnării sitului se află mai multe specii protejate de  nevertebrate (3): croitorul mare al stejarului (Cerambyx cerdo), rădașcă (Lucanus cervus), croitor cenușiu (Morimus asper funereus).